# Ca l'Estapé
Ca l'Estapé és un edifici del municipi de Sant Andreu de la Barca (Baix Llobregat) que forma part de l'Inventari del Patrimoni Arquitectònic de Catalunya.

## Descripció
És una casa d'estructura popular. A la planta baixa trobem l'entrada amb arc rebaixat, emmarcat amb dovelles de pedra com la resta d'obertures. El primer pis té caràcter de principal, per l'alçada i la mida del balcó, on veiem una barana de ferro amb treball discret i simple que es repeteix en el balcó del segon pis.